# Frontera entre Bielorrusia y Rusia
La frontera entre Bielorrusia y Rusia es el lindero internacional de 959 kilómetros de longitud que separa los territorios de Bielorrusia y Rusia. Separa las provincias bielorrusas de Vítebsk, Maguilov y Gómel de las provincias rusas de Smolensk y Briansk.
Tras los acuerdos de libre intercambio entre ambas naciones que junto con Kazajistán conforman la Unión aduanera y el espacio económico común Rusia-Bielorrusia-Kazajistán, la frontera es puramente formal y su pasaje no es sometido a controles aduaneros.

## Historia

### Repúblicas Soviéticas de Bielorrusia y de Rusia

Los límites de la República Socialista Soviética de Bielorrusia (naranja claro) y los límites previstos de la República Socialista Soviética Lituano-Bielorrusa (azul) en 1920.

La RSS de Bielorrusia se creó el 1 de enero de 1919. Consistía enteramente en las gubernias de Minsk, Maguilov y Grodno del antiguo Imperio ruso, casi toda la gobernación de Vítebsk, cinco distritos occidentales de la gobernación de Smolensk, los cuatro distritos del norte de la gobernación de Cherníhiv y un distrito de las gobernación de Vilna y Suwalki. El 16 de enero del mismo año, el Comité Central del Partido Comunista Ruso (bolcheviques) decidió excluir de la composición de la RSS de Bielorrusia las gubernias de Vítebsk, Maguilov y Smolensk, dejando solamente las de Minsk y Grodno. Luego, la RSS de Bielorrusia se fusionó con la RSS de Lituania en la RSS de Lituania y Bielorrusia. El powiat de Retchytsa fue incluido en la RSFS de Rusia. Algunos cambios adicionales de las fronteras entre las repúblicas soviéticas fueron interrumpidos por la guerra polaco-soviética. Después de la expulsión de las tropas polacas de Bielorrusia en 1920, las autoridades soviéticas recrearon la RSS de Bielorrusia. Su territorio consistía únicamente en seis distritos menos de la gobernación de Minsk (52,4 mil km², 1,5 millones de habitantes).

### Estado actual
El estado actual de la frontera interestatal con la Federación Rusa fue determinado por la decisión del Consejo Supremo de la República de Bielorrusia del 11 de junio de 1993. También hay acuerdos internacionales entre Bielorrusia y Rusia, en los que los países se han reconocido la integridad territorial de cada uno dentro de las fronteras existentes. El curso real de la frontera bielorruso-rusa en la antigua frontera administrativa entre la RSS de Bielorrusia y la RSFS de Rusia se confirmó anteriormente, el 18 de diciembre de 1990. Actualmente, el estado de la frontera está regulado por el Acuerdo de Amistad, Buena Vecindad y Cooperación entre la República de Bielorrusia y la Federación de Rusia del 21 de febrero de 1995.

## Puntos de control
No hay prácticamente ningún control fronterizo cuando se viaja entre Rusia y Bielorrusia, pero desde octubre de 2016, Rusia ha instaurado controles y prohibiciones de documentos contra nacionales de terceros países cuando viajen desde Bielorrusia hacia Rusia por carretera, ya que la ley rusa prohíbe que los nacionales de terceros países entren en Rusia fuera del control fronterizo. Los visitantes son advertidos por la embajada de Polonia en Bielorrusia cuando entran en Rusia por la vía Terehova-Burachki (Letonia) y Senkivka-Novye Yurkovichi (Ucrania).
Los viajes aéreos entre Bielorrusia y Rusia eran tratados como nacionales y no incurrieron en controles fronterizos hasta mayo de 2017 (si bien hay controles de identidad que existen para los viajes internos normales en Rusia y Bielorrusia), desde entonces, los vuelos han sido tratados como internacionales para Rusia y se realizan controles fronterizos completos a los ciudadanos de terceros países por parte de Rusia, pero no se aplica ninguna verificación de la frontera formal a ciudadanos rusos y bielorrusos.